# Igreja da Ascensão (Crownhill)

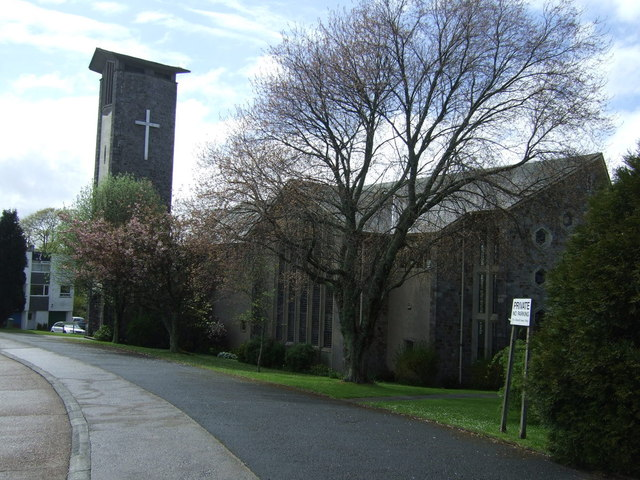
Igreja Paroquial da Ascensão, Devon

A Igreja da Ascensão é uma igreja da Igreja da Inglaterra listada como Grau II no subúrbio de Crownhill em Plymouth, Devon. Foi projetada pelo arquiteto Robert Potter e consagrada em 1958.